# Уенди (филм)
„Уенди“ (на английски: Wendy) е американски фентъзи-драматичен филм от 2020 г. на режисьора Бен Зайтлин, който е съсценарист с Елиза Зейтлин. Той е базиран на романа „Питър Пан“, написан от Джеймс Матю Бари. Във филма участват Девин Франс, Яшуа Мак, Гейдж Накуин, Гавин Наукин, Ахмад Кейдж, Кристоф Мейн и Ромири Рос.
Световната премиера на филма се състои на филмовия фестивал „Сънданс“ на 26 януари 2020 г. Филмът излиза по кината в Съединените щати на 28 февруари 2020 г., разпространен от „Сърчлайт Пикчърс“.